# Ліпниця-Мала
Ліпниця-Мала (пол. Lipnica Mała) — село в Польщі, у гміні Яблонка Новотарзького повіту Малопольського воєводства.
Населення — 3448 осіб (2011).
У 1975-1998 роках село належало до Новосондецького воєводства.

## Демографія
Демографічна структура станом на 31 березня 2011 року:
|          | Загалом | Допрацездатний вік | Працездатний вік | Постпрацездатний вік |
| -------- | ------- | ------------------ | ---------------- | -------------------- |
| Чоловіки | 1709    | 503                | 1077             | 129                  |
| Жінки    | 1739    | 483                | 984              | 272                  |
| Разом    | 3448    | 986                | 2061             | 401                  |